# Alexandra Babincevová
Alexandra Ivanovna Babincevová (* 4. února 1993 Kirov) je ruská zápasnice – judistka.

## Sportovní kariéra
S judem/sambem začínala v rodném Kirově pod vedením Leonida Kostina. V roce 2009 se přesunula do Moksvy, kde se v roce 2018 připravovala pod vedením Jeleny Timofejevové a Kirilla Dajče. V ruské ženské reprezentaci se pohybovala od roku 2014 v těžké váze nad 78 kg. Od roku 2016 startuje v polotěžké váze do 78 kg.

## Výsledky

### Váhové kategorie
| Olympijské hry     |    | —  |     |    |    | — |    |     |  |  |  |  |  |  |  |  |  |  |  |  |  |  |  |  |  |
| Mistrovství světa  | —  |    | —   | —  | —  |   | —  | 3.  |  |  |  |  |  |  |  |  |  |  |  |  |  |  |  |  |  |
| Evropské hry       |    |    |     |    | —  |   |    |     |  |  |  |  |  |  |  |  |  |  |  |  |  |  |  |  |  |
| Mistrovství Evropy | —  | —  | —   | —  | —  | — | —  | úč. |  |  |  |  |  |  |  |  |  |  |  |  |  |  |  |  |  |
| Univerziáda        | —  |    | —   |    | —  |   | 3. |     |  |  |  |  |  |  |  |  |  |  |  |  |  |  |  |  |  |
| ME do 23 let       | —  | 3. | —   | 2. | 5. |   |    |     |  |  |  |  |  |  |  |  |  |  |  |  |  |  |  |  |  |
| MS juniorů         | 5. |    | úč. |    |    |   |    |     |  |  |  |  |  |  |  |  |  |  |  |  |  |  |  |  |  |
| ME juniorů         | 3. | 1. | 7.  |    |    |   |    |     |  |  |  |  |  |  |  |  |  |  |  |  |  |  |  |  |  |

### Bez rozdílu vah
| Turnaj            | 2011 | 2012 | 2013 | 2014 | 2015 | 2016 | 2017 | 2018 |
| Turnaj            | 18   | 19   | 20   | 21   | 22   | 23   | 24   | 25   |
| ----------------- | ---- | ---- | ---- | ---- | ---- | ---- | ---- | ---- |
| Mistrovství světa | —    |      |      |      |      |      | —    |      |
| Univerziáda       | —    |      | 7.   |      | 3.   |      | —    |      |